# Волвертон, Дэйв
Дэйв Волвертон (англ. Dave Wolverton; 15 мая 1957 — 14 января 2022) — американский писатель-фантаст, также пишет произведения в жанре фэнтези под псевдонимом Дэвид Фарланд. Родился в штате Орегон (США), жил в городе Сент-Джордж, штат Юта (США) вместе с женой и пятью детьми.
Волвертон начал как писатель художественной прозы для различных конкурсов в восьмидесятых годах, он учился в колледже и призовые деньги были ему хорошим подспорьем. В 1986 году он стал победителем конкурса «Писатели будущего» с рассказом «На пути в рай», который позже был переработан и издан как полноценный роман в 1989 году. Далее его карьера начала развиваться стремительно — в 1991 году вышел в свет роман «Ловушка для змей», а через два года «Тропа героя» и многие другие книги. Также в это время он выступал составителем антологий «Писатели будущего-9» (1993) и «Писатели будущего-10» (1994). Также поддался всеобщей «коммерциализации» и во второй половине девяностых написал несколько новеллизаций по мотивам кинотрилогии «Звёздные войны». В 1999 году была опубликована первая фэнтезийная книга под псевдонимом Дэвид Фарланд.
Умер 14 января 2022 года.

### Рассказы
- (англ. The Sky is an Open Highway) (1988)
- (англ. My Favorite Christmas) (1993)
- (англ. We Blazed) (1995)
- (англ. In the Teeth of Glory) (1995)
- (англ. The Stone Mother's Curse) (1996)
- На пути в рай (англ. On My Way to Paradise) (1989)
- (англ. After a Lean Winter) (1996)
- (англ. A Rarefied View at Dawn) (2005)

### Романы
- На пути в рай / Мой путь в рай (англ. On My Way to Paradise) (1989)
- (англ. Wheatfields Beyond) (1993)
- (англ. A Very Strange Trip) (1999)

### Серии
Ловушка для змей (англ. Serpent Catch)
- Ловушка для змей (англ. Serpent Catch) (1991)
- Тропа героя (англ. Path of the Hero) (1993)

Золотая королева(англ. The Golden Queen)
- Золотая королева (англ. The Golden Queen) (1994)
- (англ. Beyond the Gate (novel)) (1995)
- (англ. Lords of the Seventh Swarm) (1997)

Властители рун (англ. The Runelords)
(под псевдонимом Дэвид Фарланд)
- Властители рун (англ. The Sum of All Men) (1998)
- Братство Волка (англ. Brotherhood of the Wolf (novel)) (1999)
- Рождённая чародейкой (англ. Wizardborn) (2001)
- Логово костей (англ. The Lair of Bones) (2003)
- Сыны Древа (англ. Sons of the Oak) (2006)
- (англ. Worldbinder) (2007)
- (англ. Hidden Daggers) (2008)

Хроники Мумии (англ. Mummy Chronicles)
- (англ. Revenge of the Scorpion King) (2001)
- (англ. Heart of the Pharaoh) (2001)
- (англ. The Curse of the Nile) (2001)
- (англ. The Mummy Chronicles:Flight of the Phoenix) (2001)

#### Звёздные Войны
- Выбор принцессы Леи (англ. The Courtship of Princess Leia) (1994)

#### Звёздные Войны: Ученик Джедая
- Становление Силы (англ. The Rising Force) (1999)

### Игровые Книги

#### Звёздные Войны: Эпизод 1 Приключения
- (англ. The Ghostling Children) (2000)
- (англ. The Hunt for Anakin Skywalker) (2000)
- (англ. Capture Arawynne) (2000)
- (англ. Trouble on Tattooine) (2000)

#### Звёздные Войны Миссии
- (англ. The Search for Grubba the Hut) (1998)
- (англ. The Hunt For Han Solo) (1998)
- (англ. Ithorian Invasion) (1997)